# Rezerwat przyrody Dębina (województwo małopolskie)
Rezerwat przyrody Dębina – leśny rezerwat przyrody w gminie Drwinia, w powiecie bocheńskim, w województwie małopolskim. Znajduje się na południowo-wschodnim krańcu Puszczy Niepołomickiej, w widłach Proszowskiego Potoku i jego dopływu; tuż obok rezerwatu przebiega autostrada A4. Obszar rezerwatu podlega ochronie ścisłej.
Według danych z nadleśnictwa, zajmuje powierzchnię 12,66 ha (akt powołujący podawał 13,14 ha). Został powołany Zarządzeniem Ministra Leśnictwa i Przemysłu Drzewnego z 24 grudnia 1957 roku (M.P. z 1958 r. nr 6, poz. 33). Według aktu powołującego, rezerwat utworzono w celu zachowania ze względów naukowych fragmentu lasu dębowego, będącego pozostałością Puszczy Niepołomickiej.
Zamontowana w rezerwacie tablica informacyjna podaje, że przedmiotem ochrony jest:
- naturalny ekosystem grądowy ze starodrzewem dębowym,
- fauna ptaków leśnych,
- entomofauna leśna[4].

Celem ochrony jest:
- ochrona spontanicznych, naturalnych procesów rozwojowych lasu grądowego,
- zachowanie bogatej i różnorodnej fauny ptaków typowych dla lasów grądowych i środowisk ekotonalnych,
- ochrona różnorodnej fauny owadów obfitującej w rzadkie gatunki[4].

Rezerwat przyrody Dębina
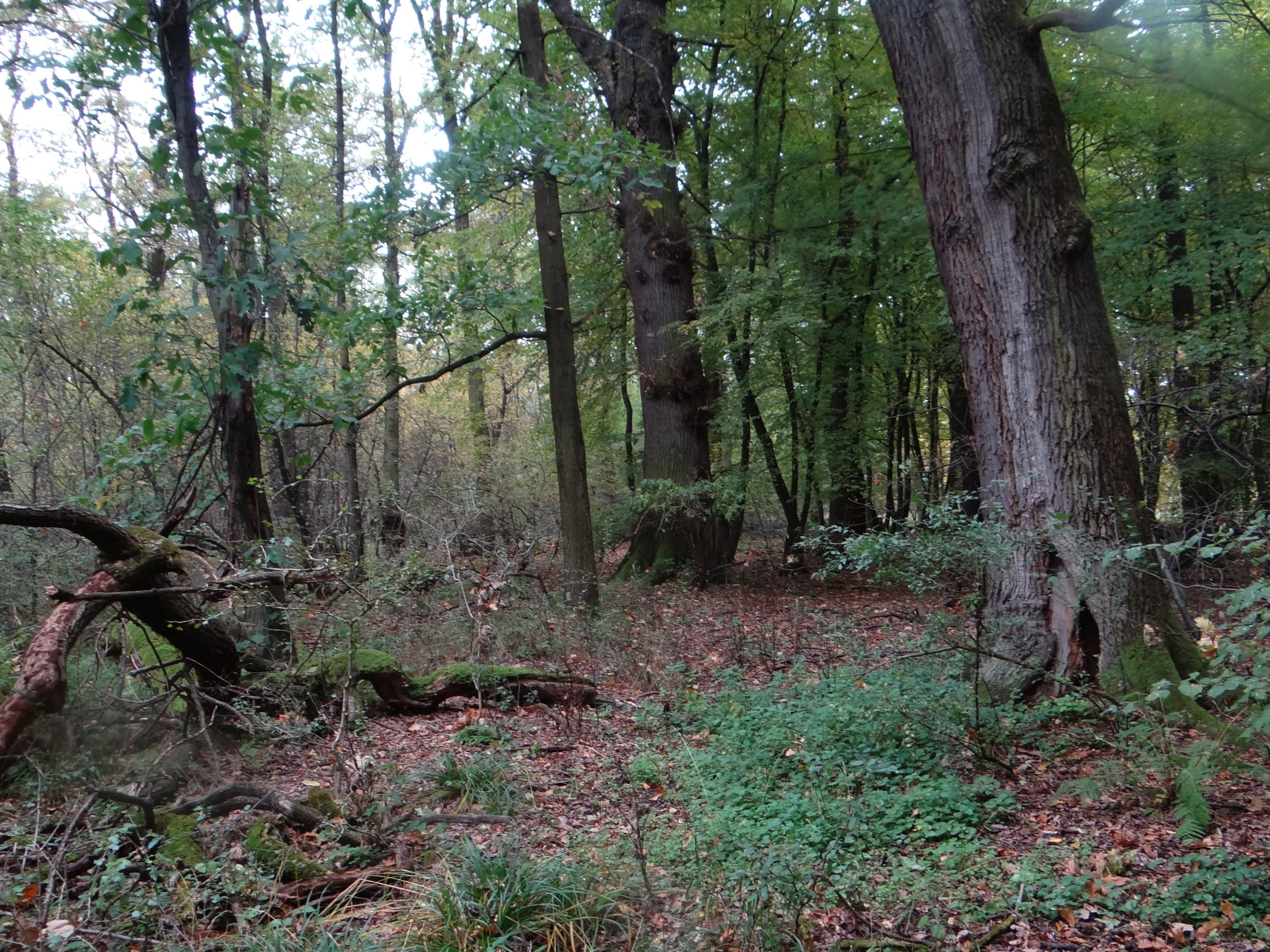
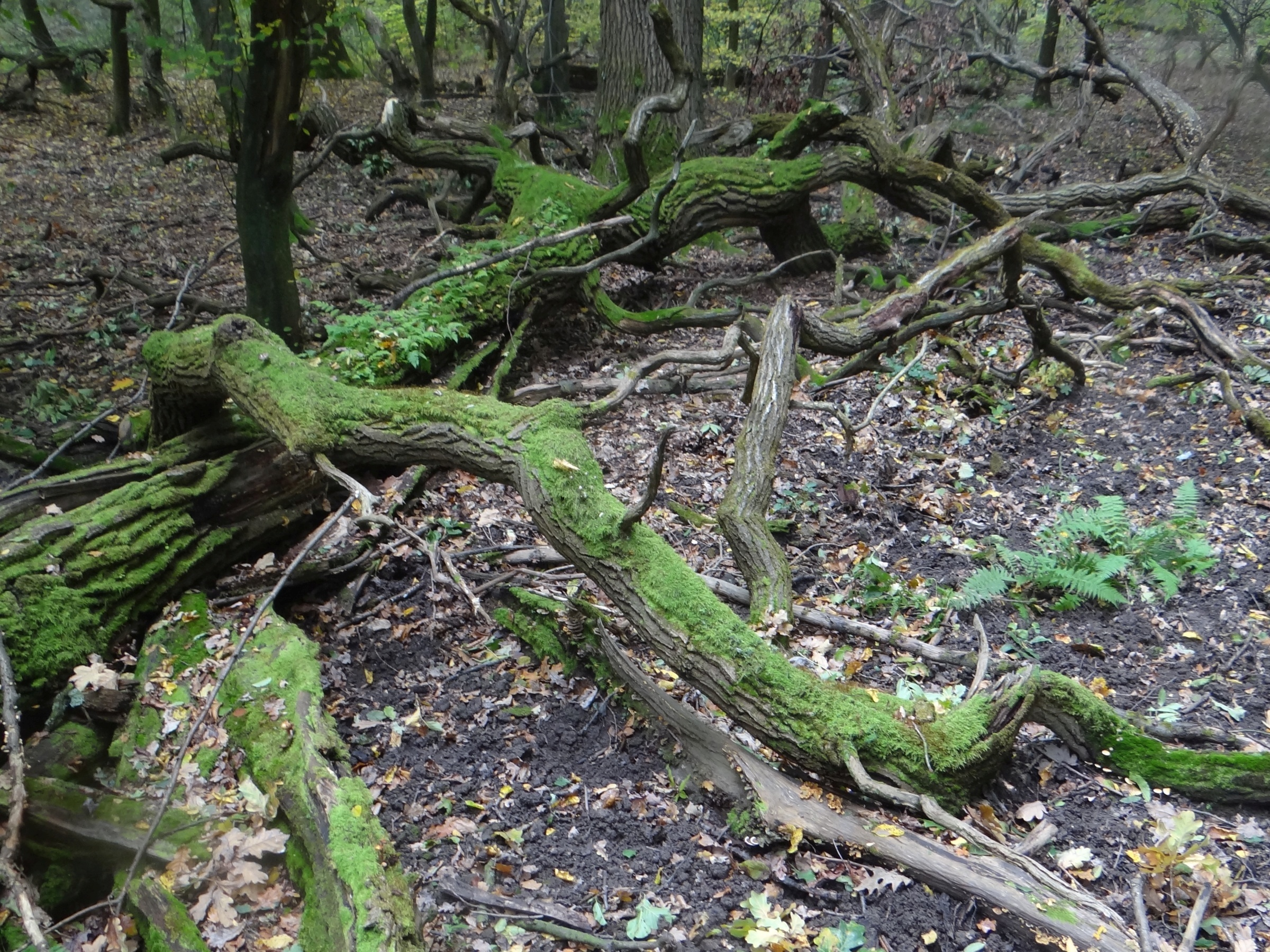
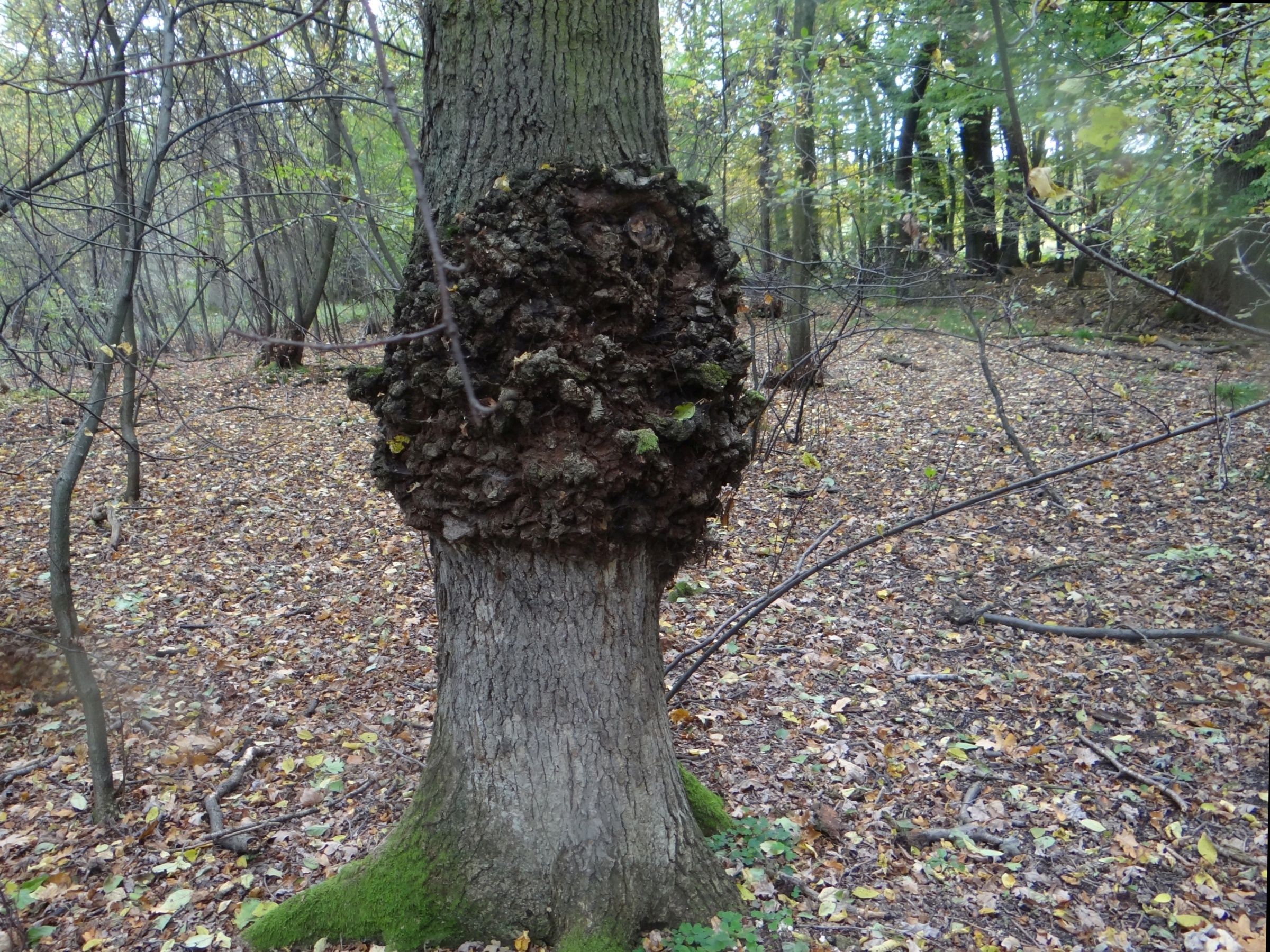